# Irma Yolanda Pomol
Irma Yolanda Pomol Cahum (17 de julio de 1988, Hunukú, Yucatán) es una lingüista, profesora, investigadora y traductora reconocida por impulsar y promover la lengua maya en México. Ha participado  en la traducción de la constitución política mexicana a la lengua maya.

## Biografía
Estudió Lingüística y Cultura Maya y una maestría en Etnografía y Educación Intercultural. Es profesora de la Universidad de Oriente de Yucatán.

## Obra
Participó en la traducción de la Constitución política mexicana a la lengua maya en colaboración con el Instituto Nacional de Antropología e Historia y el Instituto Nacional de Lenguas Indígenas. También participó en la traducción de la cartilla Derechos humanos de las personas que viven con VIH o SIDA, en colabotación con la Comisión Nacional de Derechos Humanos. Asimismo, ha elaborado distintos materiales de enseñanza de la lengua maya, ha escrito diversas publicaciones académicas.

## Reconocimientos
Recibió el Premio Nacional de la Juventud en el 2016.